# (16457) 1989 VF
1989 في أف (ويعرف أيضًا باسم (16457) 1989 في أف وفق تسمية الكوكب الصغير) (بالإنجليزية: 1989 VF)‏ هو كويكب ضمن حزام الكويكبات؛ وترتيبه 16457 من حيث الاكتشاف.
اكتُشف هذا الجُرم الفلكي بواسطة هيروشي كانيدا في 2 نوفمبر 1989.

## وصلات خارجية
- (16457) 1989 VF في قاعدة بيانات مختبر الدفع النفاث لأجرام النظام الشمسي الصغيرة

- الاكتشاف · مخطط المدار ·  العناصر المدارية · المعلمات المادية

- (16457) 1989 VF على موقع ويكي سكاي: DSS2, SDSS, GALEX, IRAS, Hydrogen α, X-Ray, Astrophoto, Sky Map, Articles and images